# ويليام هاستينغز (بارون هاستينغز الأول)
ويليام هاستينغز، بارون هاستينغز الأول (بالإنجليزية: William Hastings, 1st Baron Hastings)‏ كان نبيلاً إنجليزياً وأحد الموالين لأسرة يورك في حرب الوردتين. كان من الأصدقاء المقربين وأحد رجال الحاشية الملكية للملك إدوارد الرابع. أعدم بسبب تهمة الخيانة لشقيق ولي عهد إدوارد ريتشارد الثالث في برج لندن.